# Wsiewołod Pomierancew
Wsiewołod Pawłowicz Pomierancew (ur. 8 stycznia?/20 stycznia 1814 w guberni twerskiej, zm. 13 lipca 1885) – generał porucznik Armii Imperium Rosyjskiego, członek Aleksandrowskiego Komitetu ds. rannych. 
Od 10 października 1861 do 11 lipca 1862 był naczelnikiem wojskowym strony belwederskiej w Warszawie, a potem do 1 października 1863 był naczelnikiem powiatu wieluńskiego w guberni warszawskiej.
W roku 1863 brał udział w tłumieniu Powstania styczniowego, 26 kwietnia w ostatecznym rozbiciu partii Delacroix oraz Józefa Oxińskiego koło m. Rychłocic w guberni warszawskiej, 15 czerwca w Bitwie pod Lututowem, 17 czerwca pod Działoszynem; 2 lipca pojmał wojewodę kaliskiego Prądzyńskiego razem z korespondencją Komitetu Rewolucyjnego. 